# Balaca Həmyə
Balaca Həmyə è un comune dell'Azerbaigian situato nel distretto di Siyəzən.